# Corus flavus
Corus flavus là một loài bọ cánh cứng trong họ Cerambycidae.